# Marianne Timmer
Pour les articles homonymes, voir Timmer.
Maria Aaltje "Marianne" Timmer, née le 3 octobre 1974 à Sappemeer, est une patineuse de vitesse néerlandaise. Elle remporte trois titres olympiques au cours de sa carrière.
Le 13 novembre 2009, elle chute lourdement lors d'une épreuve de coupe du monde et souffre de plusieurs fractures au talon de son pied gauche, ainsi que d'une blessure à la cheville. Elle est donc forfait pour les jeux olympiques 2010.

## Palmarès

### Jeux olympiques
- Jeux olympiques d'hiver de 1998 à Nagano ( Japon) :
  - 6e sur 500 m
  -  Médaille d'or sur 1000 m
  -  Médaille d'or sur 1500 m
- Jeux olympiques d'hiver de 2002 à Salt Lake City ( États-Unis) :
  - 8e sur 500 m
  - 4e sur 1000 m
  - 21e sur 1500 m
- Jeux olympiques d'hiver de 2006 à Turin ( Italie) :
  -  Médaille d'or sur 1000 m
  - 14e sur 1500 m

### Championnats du monde

#### Championnats du monde de sprint
- -  Médaille d'or en 2004
  -  Médaille de bronze en 2000

#### Championnats du monde simple distance
- -  Médaille d'or sur 1000 m en 1997
  -  Médaille d'or sur 1000 m en 1999
  -  Médaille d'argent sur 1000 m en 2004
  -  Médaille d'argent sur 1000 m en 2000
  -  Médaille de bronze sur 1500 m en 1997
  -  Médaille de bronze sur 500 m en 1999
  -  Médaille de bronze sur 1000 m en 2005